# Tephrosia guayameoensis
Tephrosia guayameoensis là một loài thực vật có hoa trong họ Đậu. Loài này được O.Tellez miêu tả khoa học đầu tiên.